# 趙正平 (1968年)
趙正平（1968年6月28日—），男，臺灣電視節目執行製作人、製片、藝人、主持人、演員，畢業於樹德科技大學表演藝術系。

## 演藝生涯
趙正平出生於臺北市南區，有一弟。畢業於臺北市立吳興國民小學、臺北市立興福國民中學、臺北市私立開明高級中學，2014年6月14日樹德科技大學表演藝術系畢業。。
趙正平爺爺、爸爸都是軍人，為眷村子弟從小在眷村裡成長，父親長年被外派在離島，和父親一年見不到兩次面。
24歲開始到電視圈工作，主要從事戲劇製作，曾在王偉忠麾下。自2007年底開始參與三立都會台綜藝節目《國光幫幫忙》錄製，充當通告嘉賓，因為他在節目裡面直爽豪氣的表现獲得觀眾注意。他在《國光幫幫忙》中毫無顧忌的言行，令他與黃國倫、梁赫群、林智賢獲評《國光幫幫忙》「收視保證」。在節目錄製中更與梁赫群、林智賢組成團體 「景行廳男孩」，人稱趙哥、「總霸子」。號稱「刀子嘴，玻璃心」。2011年7月於節目康熙來了被調侃脖子下顎大形容為蟾蜍，從此得名呱呱哥。2015年10月，於直播節目中宣布已婚消息，實際結婚日期未詳述，妻子為圈外人。。2018年5月表示自己是外省人的緣故，小時候的記憶就是家鄉的涼麵，希望將來在演藝圈之外再找另一條出路，計劃根據自己獨家的配方調製醬汁，跟老婆開一個眷村涼麵餐車，繞遍全台灣販賣自家涼麵。

## 作品

### 幕後作品

#### 製片與製作人
- 金星製作《两个门牌一个家》 蔡东文导演 制片
- 金星製作《想我们的眷村妈妈》（桃园县政府文化局眷村纪录片） 林文义导演 制片
- 青頻果製作《望海：李爷爷的故事》 洪智育导演 制片
- 青頻果製作《林肯大郡》 徐玉龙导演 制片
- 青頻果製作《永远的微笑》 洪智育导演 制片
- 青頻果製作《大爱一条街》 黄伯达导演 制片
- 青頻果製作《林徽堂的故事》 魏德圣导演 制片
- 群之壅製作《蓝星》 邓安宁导演 执行制作
- 多曼尼製作《白色恋曲》 柯钦政导演 执行制作
- 崗華製作《情人的眼泪》 李岗导演 制片
- 金星娛樂《住左边住右边》第3、4季 王伟忠導演 制片
- 時華製作《蟹足》 王伟忠导演 制片
- 金星製作《江湖.com》 製作人
- 金星娛樂《老王同學會》 製片

#### 導演
- 金星娛樂  2008《江湖.com》片頭
- 金星娛樂  2010《回聲》公共電視台人生劇展
- 金星娛樂  2013《親愛的陌生人》公共電視台人生劇展
- 金星娛樂  2015《愛情多一口》公共電視台人生劇展
- 2015《愛在四月天》節目統籌，導演
- 2015《福音微電影金鷹獎》節目總導演
- 2016《愛在四月天》節目總監，導演

### 主持作品

#### 電視節目
- 東森綜合台《黃金計程車》 和梁赫群、郭書瑤、鬼鬼共同主持
- 東森綜合台《今晚咖很大》 和梁赫群、林智賢共同主持

#### 網路節目
- YOUTUBE《靠北你的靠北》[4]和薔薔共同主持

### 戲劇作品

#### 電視劇與網路劇
| 年度   | 播出頻道                             | 劇名           | 飾演                       |
| ------ | ------------------------------------ | -------------- | -------------------------- |
| 1998年 | 民視                                 | 深情孤女的願望 | 壹塊                       |
| 2000年 | 華視                                 | 麻辣鮮師       | 山狗（第1集）              |
| 2000年 | 公視                                 | 大醫院小醫師   | 醫院志工（第18集）         |
| 2008年 | 三立                                 | 無敵珊寶妹     | 绑匪                       |
| 2008年 | 中視                                 | 光陰的故事     | 算命師傅                   |
| 2009年 | 三立、台視                           | 比赛開始       | 花蓮磯崎 新城國小 家長會長 |
| 2009年 | 三立、台視                           | 福氣又安康     | 保哥                       |
| 2010年 | 三立、台視                           | 偷心大聖PS男   | 節目製作人                 |
| 2011年 | 三立、台視                           | 勇士們         | 龐炳勳                     |
| 2011年 | 三立、台視                           | 小資女孩向前衝 | 胡建中                     |
| 2012年 | 三立、台視                           | 螺絲小姐要出嫁 | 吳建樹                     |
| 2013年 | 東森綜合台                           | PMAM           | 趙哥                       |
| 2015年 | 優酷 / 土豆網 / 天貓魔盒（中國大陸） | 孤独的美食家   | 中藥店老闆                 |
| 2015年 | 民視                                 | 星座愛情魔羯女 | 相親對象（第1集）          |
| 2018年 | 公視                                 | 生死接線員     | 洪葦                       |
| 2021年 | 公視                                 | 天橋上的魔術師 | 眼鏡行老闆                 |
| 2021年 | myVideo、公視+                       | 池塘怪談       | 老袁                       |
| 2021年 | YouTube、公視                        | 國際橋牌社2    | 尤伯衡                     |
| 2023年 | Netflix                              | 乩身           |                            |

#### 電影
- 1995年《熱帶魚》，陳玉勳導演，客串受訪路人
- 1996年《紅柿子》王童導演，飾演 鄭福順，獲第三十三屆金馬獎最佳男配角提名
- 1996年《我的神經病》王小棣導演,客串路人
- 1996年《春花夢露》林正盛導演,包工工頭
- 1997年《美麗在唱歌》林正盛導演，撞球間流氓
- 1997年《三十而立》劉嘉明導演 飾演 警察
- 2000年《外星人台灣現形記》
- 2002年《自由門神》王童導演
- 2005年《戀人》王明台導演
- 2010年《茱麗葉》，陳玉勳導演,客串路人
- 2011年《雞排英雄》葉天倫導演，飾演 十八王
- 2011年《殺手歐陽盆栽》飾演 小劉
- 2012年《黛比的幸福生活》飾演 老陸
- 2014年《大稻埕》葉天倫導演，飾演 林府的管家
- 2014年《到不了的地方》飾演 古真和
- 2017年《吃吃的愛》飾演 腸胃散廣告導演

#### 電視電影與迷你劇集
| 年度   | 播出頻道   | 劇名                              | 飾演              |
| ------ | ---------- | --------------------------------- | ----------------- |
| 2015年 | 公共電視   | 今天我代課                        | 詐騙集團首腦-龍哥 |
| 2018年 | 公共電視   | 你的孩子不是你的孩子-媽媽的遙控器 | 計程車司機        |
| 2020年 | 公共電視   | 返校                              | 白國峰教官        |
| 2021年 | 公共電視   | 池塘怪談                          | 老袁              |
| 2023年 | 公視台語台 | 租約第一條：禁止殺人              |                   |
| 2023年 |            | 乩身                              |                   |

#### 動畫配音
- 1998年 《魔法阿媽》，飾演警察

#### 音樂錄影帶
- 2009年：景行廳男孩《千人迷》
- 2010年：天天《天然氣》
- 2019年：陳零九、邱鋒澤《天黑請閉眼》

### 音樂作品

#### 團體時期作品
| 發行日期     | 專輯資料 | 語言 | 曲目                                      |
| ------------ | -------- | ---- | ----------------------------------------- |
| 2009年8月4日 | 千人迷EP | 國語 | 曲目 1. 千人迷 2. 黑麻麻 ohmama 3. 鐵人18 |

### 書籍作品
| 年份   | 書名                     | 出版社     | ISBN               |
| ------ | ------------------------ | ---------- | ------------------ |
| 2009年 | 《景行停看聽》（漫畫版） | 恩亞出版社 | ISBN 9789868591400 |

## 外部連結
- 趙正平的新浪微博
- 趙正平的Facebook專頁
- 趙正平在互联网电影资料库（IMDb）上的資料（英文）
- 趙正平在香港影庫上的簡介
- 趙正平在台灣電影網上的資料（繁體中文）